# Staroegipčanska mitologija
Staroegipčanska mitologija je zbirka mitov iz Starega Egipta, ki opisujejo dejanja egipčanskih bogov kot sredstvo za razumevanje sveta okoli sebe. Prepričanja, ki jih izražajo ti miti, so pomemben del staroegipčanske religije. Miti se pogosto pojavljajo v egipčanskih spisih in umetnosti, zlasti v kratkih zgodbah in verskih besedilih, kot so hvalnice, obredna besedila, pogrebna besedila in tempeljsko okrasje. Ti viri redko vsebujejo popoln mit in pogosto opisujejo le kratke odlomke.
Navdihnjeni s cikli v naravi so Egipčani čas v sedanjosti videli kot vrsto ponavljajočih se vzorcev, medtem ko so bila najstarejša časovna obdobja linearna. Miti so bili postavljeni v te najstarejše čase in določali vzorce za cikle sedanjosti. Sedanji dogodki so bili ponavljanje dogodkov iz mitov, s čimer se je obnavljal maat, temeljni red vesolja. Med najpomembnejše so spadali miti o stvarjenju, v katerih so bogovi iz prvotnega kaosa ustvarili vesolje, zgodbe o vladavini boga sonca Raja na zemlji in mit o Ozirisu, ki opisuje boj Ozirisa, Izide in Hora z motečim bogom Setom. Med dogodke v sedanjosti, ki bi jih lahko obravnavali kot mite, so spadali Rajevo vsakodnevno potovanje po svetu in njegov nezemeljski dvojnik Duat. Ponavljajoče se teme v teh mitskih dogodkih so vključevale spor med zagovorniki maata in silami kaosa, pomen faraona pri ohranjanju maata ter nenehno smrt in regeneracijo bogov.
Podrobnosti teh svetih dogodkov se od besedila do besedila močno razlikujejo in se pogosto zdijo nasprotujoče. Egipčanski miti so predvsem metaforični, saj prevajajo bistvo in vedenje božanstev v ljudem razumljive izraze. Vsaka različica mita predstavlja drugačno simbolno perspektivo, s čimer obogati egipčansko razumevanje bogov in sveta.
Mitologija je močno vplivala na egipčansko kulturo. Navdihnila ali vplivala je na številne verske obrede in zagotovila ideološko osnovo za kraljevanje. Prizori in simboli iz mitov so se pojavljali v umetnosti v grobnicah, templjih in amuletih. V književnosti so bili miti ali njihovi elementi uporabljeni v zgodbah, ki segajo od humorja do alegorije, kar dokazuje, da so Egipčani mitologijo prilagodili najrazličnejšim namenom.

## Izvor
Izvor egipčanskih mitov je težko izslediti. Egiptologi lahko samo na podlagi mnogo kasnejših pisnih virov sklepajo o njihovih najzgodnejših fazah. Eden od očitnih virov zanje je bilo naravno okolje Egipčanov. Sonce je sak dan vzhajalo in zahajalo, prinašalo svetlobo in uravnavalo človekovo dejavnost. Vsako leto je poplavljal Nil, obnavljal rodovitnost tal in omogočal visoko produktivno kmetovanje, ki je vzdrževalo egipčansko civilizacijo. Egipčani so na sonce in vodo gledali kot na simbola življenja, na čas pa so gledali kot na niz naravnih ciklov. Ta urejeni vzorec je bil nenehno v nevarnosti, da ga nekaj zmoti: nenavadno majhne poplave so povzročile sušo in lakoto, velike pa so uničile pridelke in zgradbe. Prijazno dolino Nila je obkrožala surova puščava, naseljena z ljudstvi, ki so jih Egipčani imeli za necivilizirane sovražnike reda. Egipčani so zato svojo deželo videli kot izoliran kraj stabilnosti ali maat, obdan in ogrožen s kaosom. Red, kaos in obnova so se zato vedno znova pojavljali v egipčanskh verskih razmišljanjih.
Drug mogoč vir mitov so bili obredi. Številni obredi so se sklicevali na mite in včasih temeljili neposredno na njih. Ali so se miti razvili pred obredi ali obratno, je težko ugotoviti. Vprašanja o razmerju med mitom in obredom so sprožila veliko razprav tako med egiptologi kot med strokovnjaki za religije kot take. V Starem Egiptu so najzgodnejši dokazi o verskih praksah starejši od pisanih mitov. Obredi v zgodnji egipčanski zgodovini so vključevali le nekaj motivov iz mitov. Iz teh razlogov so nekateri učenjaki trdili, da so se v Egiptu obredi pojavili pred miti. Ker so zgodnji dokazi zelo redki, vprašanje morda nikoli ne bo dobilo pravega odgovora.
V zasebnih obredih, ki jih pogosto imenujemo »magični«, sta mit in ritual še posebej tesno povezana. Številne mitom podobne zgodbe, ki se pojavljajo v besedilih obredov, v drugih virih ni mogoče najti. Celo razširjen motiv boginje Izide, ki rešuje zastrupljenega sina Hora, se pojavlja samo v tovrstnih besedilih. Egiptolog David Frankfurter trdi, da so ti obredi prilagajali osnovna mitska izročila, da so ustrezala specifičnemu obredu, in ustvarjali dovršene nove zgodbe, imenovane historiole, ki so temeljile na mitu. J. F. Borghouts v nasprotju z njim meni, da v magičnih besedilih »ni niti kančka dokaza, da je bila za ta žanr skovana posebna vrsta 'neortodoksne' mitologije.«
Velik del egipčanske mitologije tvorijo miti o izvoru, ki razlagajo začetke različnih elementov sveta, vključno z naravnimi pojavi in človeškimi institucijami. Kraljevanje se med bogovi pojavi že na začetku časa in kasneje preide na človeške faraone. Vojskovanje nastane, ko se ljudje začnejo boriti med seboj po umiku boga sonca na nebo. Miti opisujejo tudi domnevne začetke manj temeljnih reči. V manjši mitski epizodi, na primer, se Hor razjezi na svojo mater Izido in ji odreže glavo, Izida pa svojo izgubljeno glavo nadomesti s kravjo. Ta dogodek pojasnjuje, zakaj je bila Izida včasih upodobljena s kravjimi rogovi kot delom njenega pokrivala.
Nekateri miti so se morda zgledovali po zgodovinskih dogodkih. Z združitvijo Spodnjega in Gornjega Egipta pod faraoni ob koncu preddinastičnega obdobja okoli leta 3100 pr. n. št. je kralj postal središče egipčanske religije in ideologija kraljevanja je postala pomemben del mitologije. Po združitvi Egiptov so bogovi, ki so bili nekoč lokalna zavetna božanstva, dobili nacionalni pomen in oblikovali nova razmerja, ki so lokalna božanstva povezala v enotno nacionalno izročilo. Geraldine Pinch domneva, da so se zgodnji miti morda izoblikovali ravno iz teh odnosov. Egipčanski viri povezujejo mitski spor med bogovoma Horom in Setom s konfliktom med Gornjim in Spodnjim Egiptom, ki se je morda zgodil v poznem preddinastičnem ali v zgodnjem dinastičnem obdobju.
Po tem zgodnjem razvojnem obdobju je večina sprememb mitologije vsebovala prilagoditve že obstoječih konceptov in ne ustvarjanja novih, čeprav so bile tudi izjeme. Številni strokovnjaki menijo, da je mit o bogu sonca, ki se je umaknil na nebo in pusti ljudi, da se vojskujejo med seboj, navdihnil zlom kraljeve oblasti in narodne enotnosti ob koncu Starega kraljestva (okoli 2686 pr. n. št. – 2181 pr. n. št.). V Novem kraljestvu (okoli 1550 pr. n. št. – 1070 pr. n. št.) so se okoli božanstev, kot sta Jam in Anat, ki sta bila prevzeta iz kanaanske religije, razvili manjši miti. Grško-rimska kultura v grški in rimski dobi (332 pr. n. št. – 641 n. št.) je imela le malo vpliva na egipčansko mitologijo.

## Definicija in obseg
Znanstveniki imajo težave pri opredelitvi, katera staroegipčanska prepričanja so miti. Osnovna definicija mita, ki jo je predlagal egiptolog John Baines, je »sveta ali popolna kulturna pripoved«. V Egiptu so pripovedi, osrednjega pomena za kulturo in religijo, skoraj v celoti pripovedi o dogajanjih med bogovi. Pripovedi o dejanjih bogov samih so v egipčanskih besedilih redke, zlasti v tistih iz zgodnjih obdobij, večina sklicevanj na takšne dogodke pa so zgolj omembe ali aluzije. Nekateri egiptologi, kot je Baines, trdijo, da so pripovedi, dovolj popolne, da bi jih lahko imenovali »miti«, obstajale v vseh zgodovinskih obdobjih, vendar Egipčani niso bili naklonjeni zapisovanju. Drugi, kot je Jan Assmann, so menili, da so bili resnični miti v Egiptu redki, da so se morda pojavili šele na polovici njegove zgodovine in so se razvili iz drobcev pripovedi, ki se pojavljajo v najzgodnejših spisih. Vincent Arieh Tobin in Susanne Bickel sta nedavno nakazala, da zaradi njene zapletene in prilagodljive narave dolga pripoved v egipčanski mitologiji ni bila potrebna. Tobin trdi celo to, da so pripovedi tuje mitu, ker ponavadi oblikujejo preprost in fiksen pogled na dogodke, ki jih opisujejo.

## Vsebina in pomen
Tako kot miti v mnogih drugih kulturah so tudi egipčanski miti služili za utemeljitev človeških navad in obravnavo temeljnih vprašanj o svetu, kot sta nered in končna usoda vesolja. Egipčani so ta globoka vprašanja razlagali s pripovedmi o bogovih.
Egipčanska božanstva so predstavljala naravne pojave, od fizičnih predmetov, kot sta zemlja in sonce, do abstraktnih sil, kot sta znanje in ustvarjalnost. Dejanja in vzajemno delovanje bogov so po prepričanju Egipčanov uravnavali obnašanje vseh teh sil in elementov. Egipčani teh skrivnostnih procesov večinoma niso opisovali v eksplicitnih teoloških spisih. Namesto tega so takšne procese implicitno ponazarjali z vzajemnim delovanjem bogov.
Večina egipčanskih bogov, vključno z nekaj največjimi, ni imela pomembne vloge v nobeni mitski pripovedi, čeprav so bili njihova narava in odnosi z drugimi božanstvi pogosto določeni na seznamih ali golih izjavah brez pripovedi. Za bogove, ki so bili globoko vpleteni v pripovedi, so bili mitski dogodki zelo pomembni izrazi njihove vloge v kozmosu. Če so torej te pripovedi miti, je bila mitologija glavni element v egipčanskem verskem razumevanju, vendar ne tako bistven kot v mnogih drugih kulturah.
Kraljestvo bogov je bilo skrivnostno in ljudem nedostopno. Mitološke zgodbe so za razumevanje dogodkov na tem področju uporabljale simboliko. Vse podrobnosti mitskih poročil niso imele tudi simbolnega pomena. Nekatere podobe in dogodki, tudi v verskih besedilih, so bili mišljeni preprosto kot vizualni ali dramski okras obsežnejših in pomembnejših mitov.
V egipčanskih mitoloških virih se pojavlja nekaj popolnih zgodb. Ti viri pogosto ne vsebujejo nič drugega kot aluzije na dogodke, na katere se nanašajo, besedila, ki vsebujejo dejanske pripovedi, pa pripovedujejo le dele večje zgodbe. Egipčani so za kateri koli mit morda imeli le splošne orise zgodbe, iz katere so črpali odlomke z opisi posameznih dogodkov. Poleg tega bogovi niso bili dobro opredeljeni liki. Motivi za njihova včasih nedosledna dejanja so le redko podani. Egipčanski miti torej niso popolnoma razvite zgodbe. Njihov pomen je v njihovem osnovnem pomenu in ne v značilnostih zgodb. Namesto da bi se združili v dolge fiksne pripovedi, so ostali zelo prilagodljivi in nedogmatični.
Egipčanski miti so bili tako prilagodljivi, da so lahko bili med seboj navidezno nasprotni. V egipčanskih besedilih so številni opisi stvarjenja sveta in gibanja sonca, ki se med seboj zelo razlikujejo. Odnosi med bogovi so bili elastični: boginjo Hator, na primer, so lahko imeli za mater, ženo ali hčer sonca Raja. Različna božanstva so lahko bila celo sinkretizirana ali povezana v eno bitje. Tako je bil bog stvarnik Atum združen z Rajem, da je nastal Atum-Ra.
Eden od pogosto predlaganih razlogov za nedoslednosti v mitih je, da so se verske ideje skozi čas in v različnih regijah spreminjale. Lokalni kulti različnih božanstev so razvili teologije, osredotočene na njihove lastne bogove zavetnike. S spreminjanjem vpliva različnih kultov so nekateri mitološki sistemi dosegli nacionalno prevlado. V Starem kraljestvu (okoli 2686–2181 pr. n. št.) sta bila najpomembnejša kulta Raja in Atuma s središčem v Heliopolisu. Ustanovljena je bila mitska družina heliopolska eneada, ki naj bi ustvarila svet. Vključevala je najpomembnejša božanstva tistega časa, vendar je dajala prednost Atumu in Raju. Egipčani so tudi stare verske ideje prekrivali z novimi. Bog Ptah, na primer, katerega kult je imel središče v Memfisu, naj bi bil tudi stvarnik sveta. Ptahov mit o ustvarjanju sveta vključuje starejše mite, saj pravi, da je bila eneada tista, ki je izvajala Ptahove ustvarjalne ukaze. Mit je naredil Ptaha starejšega in višjega od eneade. Mnogo znanstvenikov je v tem mitu videlo politični poskus uveljavitve superiornosti boga Memfisa nad bogovi Heliopolisa. Z združevanjem konceptov so Egipčani ustvarili izjemno zapleten nabor božanstev in mitov.
Na začetku 20. stoletja so egiptologi menili, da so bile takšne politično motivirane spremembe glavni razlog za nasprotujoče si podobe v egipčanskih mitih. V štiridesetih letih 20. stoletja je Henri Frankfort prepoznal simbolno naravo egipčanske mitologije in trdil, da so bile očitno nasprotujoče si ideje del »množice pristopov«, ki so jih Egipčani uporabljali za razumevanje božanskega kraljestva. Frankfortovi argumenti so postal osnova za večino novejših analiz egipčanskih verovanj. Politične spremembe so vplivale na egipčanska prepričanja, vendar so imele ideje, ki so nastale s temi spremembami, tudi globlji pomen. Več različic istega mita izraža različne vidike istega pojava, različni bogovi, ki se obnašajo na podoben način, pa odražajo tesne povezave med naravnimi silami. Različni simboli egipčanske mitologije izražajo ideje, ki so preveč zapletene, da bi jih bilo mogoče gledati samo z enega zornega kota.

### Heliopolska eneada (deveterica)
Najpomembnejša in najširše priznana naj bi bila teorija o nastanku sveta, ki so jo razširjali svečeniki iz Heliopolisa. Stvarnik deveterice bogov je bil Atum, prvotni bog Heliopolisa. Izročilo pravi, da naj bi Atum prišel na praotok in tam izpljunil boga zraka Šuja in boginjo vlage Tefnut, nakar se je trojica združila med seboj in rodila boga zemlje Geba in boginjo neba Nut. Iz njune zveze so se rodila nekozmična božanstva Oziris, Izida, Set in Neftis.

### Memfiška triada (trojica)
Svečeniki iz Memfisa so trdili, da je Ptah, prvotni bog Memfisa, zaplodil Nut in bil tudi oče njenega sina Atuma, iz katerih izhaja heliopolska eneada. Svečeniki so na ta način domnevno skušali prikazati, da se je stvarjenje začelo z njihovim bogom. To verovanje je znano tudi kot Memfiška triada Ptah-Sekmet-Nefertem.

### Verski viri
V umetniških delih se številni bogovi pojavljajo že v zgodnjedinastičnem obdobju zgodovine Egipta (okoli 3100–2686 pr. n. št.). Iz njih je o dejanjih bogov mogoče razbrati le malo, ker so spremljajoča besedila zelo skromna. Egipčani so začeli obsežneje uporabljati pisavo v Starem kraljestvu, v katerem so se pojavili prvi obsežnejši viri egipčanske mitologije – piramidna besedila. Ta besedila so zbirka več sto urokov, napisanih v notranjosti piramid od 24. stoletja pr. n. št. Piramidna besedila so bila prva egipčanska pogrebna besedila, ki naj bi zagotovila, da bodo kralji, pokopani v piramidah, varno prešli v posmrtno življenje. Številni uroki namigujejo na mite, povezane s posmrtnim življenjem, vključno z miti o stvarjenju in mitom o Ozirisu. Številna besedila so verjetno veliko starejša od njihovih prvih znanih pisnih kopij in zato kažejo na zgodnje faze egipčanskih verovanj.
V prvem vmesnem obdobju (okoli 2181–2055 pr. n. št.) so se piramidna besedila razvila v sarkofaška besedila, ki so imela podobno vsebino in bila na voljo tudi nekraljevim osebam.
Iz vseh teh besedil so se razvila pogrebna besedila, kot so Knjiga mrtvih v Novem kraljestvu in Knjige dihanja v poznem obdobju (664–323 pr. n. št.) in pozneje. V Novem kraljestvu se je razvila tudi druga vrsta pogrebnega besedila, ki je vsebovalo podrobne in povezane opise nočnega potovanja boga sonca. Med tovrstna besedila spadajo Amduat, Knjiga vrat in Knjiga votlin.
Drug pomemben vir mitov so templji, katerih ostanki so večinoma iz Novega kraljestva in kasneje. Veliko templjev je imelo per-ank ali tempeljsko knjižnico, v kateri so se hranili papirusi za obrede in drugo rabo. Nekateri papirusi vsebujejo hvalnice, ki se pri zahvaljevanju bogu za njegova dejanja pogosto sklicujejo na mite, ki opredeljujejo ta dejanja. Drugi tempeljski papirusi opisujejo obrede, od katerih mnogi delno temeljijo na mitu. Razpršeni ostanki teh zbirk papirusov so se ohranili do danes. Zbirke so morda vsebovale tudi bolj sistematične zapise mitov, vendar za to ni nobenih dokazov. V okrasju tempeljskih poslopij se pojavljajo tudi mitološka besedila in ilustracije, podobne tistim na tempeljskih papirusih. Posebej bogat vir mitov so prefinjeno okrašeni in dobro ohranjeni templji iz ptolemejskega in rimskega obdobja (305 pr. n. št.–380 n. št.).
Egipčani so izvajali tudi obrede za osebne cilje, kot je zaščita pred boleznimi ali ozdravljenje. Ti obredi se se pogosto imenovali »magični« in ne verski, vendar so zanje verjeli, da delujejo po istih načelih kot tempeljski. Osnova obredov je bila priklicati v spomin mitske dogodke.
Informacije iz verskih virov so omejene s sistemom tradicionalnih omejitev glede tega, kaj bi se lahko opisalo in prikazalo. Umor boga Ozirisa, na primer, v egipčanskih spisih ni bil nikoli eksplicitno opisan. Egipčani so verjeli, da besede in podobe lahko vplivajo na resničnost, zato so se izogibali tveganju, da bi se takšni negativni dogodki uresničili. Konvencije, ki so veljale v egipčanski umetnosti, niso bile najbolj primerne za upodobitev celih pripovedi, zato je večina umetnin, povezanih z miti, sestavljena iz redkih posameznih prizorov.

### Drugi viri
Sklicevanja na mite se pojavljajo tudi v posvetni egipčanski književnosti, začenši v Srednjem kraljestvu. Številne omembe so zgolj aluzije na mitske motive, več zgodb pa v celoti temelji na mitskih pripovedih. Te bolj neposredne upodobitve mitov so še posebej pogoste v poznem in grško-rimskem obdobju, ko so po mnenju znanstvenikov, kot je Heike Sternberg, egipčanski miti dosegli svoje najbolj razvito stanje.
Odnosi do mita v posvetnih egipčanskih besedilih so zelo različni. Nekatere zgodbe spominjajo na pripovedi iz magičnih besedil, druge pa so mišljene bolj kot zabava in vsebujejo celo humorne epizode. Zadnji vir egipčanskih mitov so spisi grških in rimskih piscev, kot sta Herodot in Diodor Sicilski, ki sta opisala egipčansko religijo v zadnjih stoletjih njenega obstoja. Med temi pisci izstopa Plutarh, čigar delo De Iside et Osiride (O Izidi in Ozirisu) med drugim vsebuje najdaljše starodavno poročilo o mitu o Ozirisu. Poznavanje egipčanske vere teh avtorjev je bilo omejeno, ker so bili izključeni iz številnih verskih praks, na njihove izjave o egipčanskih verovanjih pa je vplivala njihova pristranskost glede egipčanske kulture.

## Kozmologija

### Maat
Egipčanska beseda m3ˁt, ki se običajno prevaja kot maat ali ma'at, se nanaša na temeljni red vesolja v egipčanskem verovanju. Red je bil vzpostavljen ob nastanku sveta in se razlikuje od sveta kaosa, ki je bil pred njim in ga še obdaja. Maat zajema tako pravilno obnašanje ljudi kot normalno delovanje naravnih sil. Oboje skupaj omogoča življenje in srečo. Ker naravne sile upravljajo dejanja bogov, ta dejanja pa izražajo miti, predstavlja egipčanska mitologija pravilno delovanje sveta in preživetje samega življenja.
Za Egipčane je bil najpomembnejši človek, ki vzdržuje maat, faraon. V mitih je faraon sin različnih božanstev in kot tak njihov pooblaščeni predstavnik, dolžan vzdrževati red tako v človeški družbi kot v naravi in nadaljevati obrede, ki podpirajo njega samega in njihove dejavnosti.

### Oblika sveta
V egipčanskem verovanju je nered, ki je bil pred urejenim svetom, še vedno obstajal onkraj sveta kot neskončno prostranstvo brezoblične vode, ki jo je poosebljal Nun. Kopno (zemlja), ki ga je poosebljal bog Geb, je bil raven kos zemlje, nad katerim se vije nebo, ki ga je običajno predstavljala boginja Nut. Zemljo in nebo je ločevalo poosebljenje zraka Šu. Bog sonca Ra naj bi potoval po nebu čez telo Nut in s svojo svetlobo poživljal svet. Zvečer je Ra onstran zahodnega obzorja odšel v Duat, skrivnostno deželo, ki je mejila na brezobličnost Nuna. Ob zori se je Ra pojavil iz Duata na vzhodnem obzorju.
Narava neba in lokacija Duata sta negotova. Egipčanska besedila različno opisujejo nočno sonce na potovanju pod zemljo in znotraj telesa Nut. Egiptolog James P. Allen meni, da so te razlage gibanja sonca različne, a soobstoječe ideje. Po Allenovem mnenju je Nut predstavljala vidno površino vodovja Nun, na kateri so plavale zvezde. Sonce je torej plulo po vodi v krogu in vsako noč prešlo čez obzorje, da je doseglo nebo, ki se je vilo pod obrnjeno deželo Duat. Leonard H. Lesko v nasprotju z njim meni, da so Egipčani videli nebo kot trdno krošnjo in sklepali, da sonce ponoči potuje skozi Duat nad površino neba od zahoda proti vzhodu. Joanne Conman je spremenila Leskov model in trdila, da je bilo to trdno nebo gibljiva vbočena kupola, ki je prekrivala globoko izbočeno zemljo. Sonce in zvezde so se premikale skupaj s to kupolo, njihov prehod pod obzorje pa je bil preprosto njihovo premikanje po območjih zemlje, ki jih Egipčani niso mogli videti. Te nevidna območja so bila Duat.
Rodovitne pokrajine doline Nila (Gornji Egipt) in delte Nila (Spodnji Egipt) so v egipčanski kozmologiji ležale v središču sveta. Zunaj njih so bile neplodne puščave, povezane s kaosom, ki je ležal onkraj sveta. Nekje za njimi je bilo obzorje, akhet. Na vzhodnem in zahodnem obzorju sta bili gori, ki sta označevali kraja, kjer je sonce izstopalo iz Duata in vstopalo vanj.
Tuja ljudstva so bila v egipčanski ideologiji povezana s sovražnimi puščavami. Na tujce so na splošno gledali kot na ljudi, ki ogrožajo faraonovo vladavino in stabilnost maata, čeprav so na ljudstva, povezana z Egiptom ali podrejena Egiptu, lahko gledali tudi bolj pozitivo. Zaradi teh razlogov so se dogodki v egipčanski mitologiji redko dogajali v tujih deželah. Medtem ko se nekatere zgodbe nanašajo na nebo ali Duat, je Egipt sam običajno prizorišče dejanj bogov. Pogosto se zdi, da se celo miti, postavljeni v Egipt, odvijajo na ravni obstoja, ločeni od tiste, ki jo naseljujejo živi ljudje, čeprav v drugih zgodbah ljudje in bogovi delujejo vzajemno. V obeh primerih so egipčanski bogovi globoko vezani na svojo domovino.

### Čas
Na egipčansko videnja časa je vplivalo predvsem njihovo naravno okolje. Vsak dan je vzšlo in zašlo sonce, prineslo svetlobo in reguliralo človeške dejavnosti. Vsako leto je poplavil Nil, obnovil rodovitnost zemlje in omogočal zelo produktivno kmetijstvo, ki je vzdržavalo egipčansko civilizacijo. Ti periodični dogodki so Egipčane navdihnili, da so čas gledali kot niz ponavljajočih se vzorcev, ki jih ureja maat in obnavlja bogove in vesolje. Čeprav so Egipčani priznavali, da se različna zgodovinska obdobja razlikujejo po svojih podrobnostih, so v egipčanskem dojemanju zgodovine prevladovali mitski vzorci.
Za številne egipčanske zgodbe o bogovih je značilno, da so se zgodile v pradavnini, ko so se bogovi pojavili na zemlji in ji zavladali. Po tem času, tako so verjeli, je oblast na zemlji prešla na človeške faraone. Zdi se, da je bilo to prvotno obdobje pred začetkom sončnega potovanja in ponavljajočih se vzorcev sedanjega sveta. Na drugem koncu časa je konec ciklov in razpad sveta. Ker so bila ta oddaljena obdobja bolj primerna za linearno pripoved kot cikli v sedanjosti, John Baines v njih vidi edina obdobja, v katerih so se dogajali miti. Ciklični vidik časa je bil kljub temu do neke mere prisoten tudi v mitski preteklosti. Egipčani so celo zgodbe, ki so bile postavljene v tisti čas, imeli za večno resnične. Miti so postali resnični vsakič, ko so se zgodili dogodki, s katerimi so bili povezani. Te dogodke so praznovali z obredi, ki so se pogosto pozivali na mite. Obred je omogočil, da se je čas vrnil v mitsko preteklost in obnovil življenje v vesolju.

## Najpomembnejši miti
V nadaljevaju so opisane najpomembnejše kategorije egipčanskih mitov. Zaradi razdrobljenosti primarnih virov je malo namigov o kronološkem zaporedju mitskih dogodkov. Kategorije so kljub temu opisane v zelo ohlapnem kronološkem zaporedju.

### Ustvarjanje sveta
Med najpomembnejše spadajo miti, ki opisujejo ustvarjanje sveta. Egipčani ustvarjanje opisujejo v številnih pripovedih, ki se med seboj zelo razlikujejo, predvsem po božanstzvih, zaslužnih za stvaritev sveta. Razlike so deloma odraz želje egipčanskih mest in duhovščine, da povzdignejo svoje bogove zavetnike tako, da jim pripišejo stvaritev sveta. Različne prikaze Egipčani niso obravnavali kot protislovne. V njih so videli, da je imel proces ustvarjanja veliko vidikov in vključeval številne božanske sile.
Ena od skupnih značilnost mitov o stvaritvi je nastanek sveta iz voda kaosa, ki ga obdajajo. Ta dogodek predstavlja vzpostavitev maat (reda) in nastanek življenja. Eno od izročil se osredotoča na osem bogov (ogdoada), ki predstavljajo značilnosti prvinskih voda. Njihova dejanja so povzročila, da je vzšlo sonce, ki ga v mitih o stvarjenju predstavljajo različni bogovi, zlasti Ra. Rojstvo sonca je ustvarilo prostor svetlobe in suhosti v temnih vodah. Sonce je vzšlo iz prve kopne zemlje, kar je še en pogost motiv v mitih o stvarjenju. Navdihnil ga je verjetno pogled na zemeljske nasipe, ki so nastali potem, ko se je poplava Nila umaknila. S pojavom boga sonca, ustanovitelja maat, je svet dobil svojega prvega vladarja. Pripovedi iz 1. tisočletja pr. n. št. se osredotočajo na dejanja boga stvarnika pri obvladovanju sil kaosa, ki ogrožajo novi urejeni svet.
Bog Atum, tesno povezan s soncem in prvinsko gomilo, je središče mita o stvarjenju, ki sega vsaj v Staro kraljestvo. Atum je vključeval vse elemente sveta in obstajal v prvinskih vodah kot potencialno bitje. Iz njih se je pojavil med ustvaranjem sveta, da bi ustvaril druge bogove. Nastala je skupina devetih božanstev, eneada, v kateri so bili Geb, Nut in drugi ključni elementi sveta. Eneada v razširjenem smislu lahko predstavlja vse bogove. Njeno ustvarjenje predstavlja delitev Atumovega enotnega potencialnega bitja na množico elementov, prisotnih na svetu.
Egipčani so sčasoma razvili bolj abstraktne poglede na proces ustvarjanja. V času sarkofaških besedil so opisovali nastanek sveta kot realizacijo koncepta, ki se je najprej razvil v umu boga stvarnika. Moč heke ali magije, ki povezuje stvari v božanskem kraljestvu in stvari v fizičnem svetu, je moč, ki povezuje ustvarjalčev prvotni koncept z njegovo fizično realizacijo. Heka je lahko tudi poosebljena kot bog, vendar intelektualni proces ustvarjanja ni povezan samo s tem bogom. Napis iz tretjega vmesnega obdobja (okoli 1070–664 pr. n. št.), katerega besedilo je morda veliko starejše, podrobno opisuje potek in ga pripisuje bogu Ptahu. Hvalnice iz Novega kraljestva kot končni vir te ustvarjalne vizije opisujejo boga Amona, skrivnostno moč, ki se skriva celo pred drugimi bogovi.
Izvor ljudi ni glavna značilnost egipčanskih pripovedi o stvarjenju. V nekaterih besedilih prvi ljudje izvirajo iz solz, ki jih je Ra-Atum ali njegov ženski vidik, Horovo oko, prelil v trenutku šibkosti in stiske, kar napoveduje človeško pomanjkljivo naravo in žalostno življenje. Druge zgodbe pravijo, da je bog Hnum ljudi oblikoval iz gline. V središču mitov o stvarjenju je vsekakor vzpostavitev kozmičnega reda in ne ustvarjanje posebnega mesta za ljudi v njem.

### Vladavina boga sonca
V obdobju mitske preteklosti po ustvarjenju sveta je Ra živel na zemlji kot kralj bogov in ljudi. To obdobje je najbližje zlati dobi v egipčanski izročilu in obdobje stabilnosti, ki so si ga Egipčani nenehno prizadevali obuditi in posnemati. Zgodbe o Rajevi vladavini se kljub temu osredotočajo na konflikte med njim in silami, ki so motile njegovo vladavino, kar se v egipčanski ideologiji odraža v kraljevi vlogi uveljavljalca maata.
Iz zapisov v več različicah tempeljskih besedil je razvidno, da so nekateri bogovi kljubovali Rajevi avtoriteti, zato jih je Ra uničil s pomočjo in nasveti drugih bogov, kot sta bila Tot in Hor starejši. Ra se je v nekem trenutku soočil celo s svojim podaljškom, Rajevim očesom, ki je lahko delovalo neodvisno od njega v obliki boginje. Boginja očesa se je razjezila nanj, pobegnila od njega ter tavala po divjih in nevarnih deželah izven Egipta. Ra, oslabljen zaradi njene odsotnosti, je za njo poslal bogove, po različnih zapisih Šuja, Tota in Anhurja, da bi jo prepričali ali prisilili, da se vrne. Ker je bilo Rajevo oko povezano z zvezdo Sotis, katere heliakalni vzpon je nakazal začetek poplave Nila, vrnitev boginje očesa v Egipt sovpada z poplavo, ki daje življenje. Po vrnitvi je boginja postala soproga Raja ali boga, ki jo je pripeljal nazaj. Njena pomiritev z Rajem je vrnila red in obnovila življenje.
Ko se je Ra postaral in oslabel, se je proti njemu obrnilo tudi človeštvo. V pripovedi, ki se pogosto imenuje Uničenje človeštva in je sorodna Knjigi nebeške krave, Ra odkrije, da človeštvo načrtuje upor proti njemu in pošlje boginjo Oko, da ga kaznuje. Oko ubije veliko ljudi, potem pa se Ra očitno odloči, da ne bo uničil vsega človeštva. Po polju razprši rdeče obarvano pivo, podobno krvi, da se ga boginja Oko napije in neha divjati. Ra, utrujen od vladanja na zemlji, se nato umakne na nebo in začne svoje vsakodnevno potovanje po nebesih in duatu. Preživeli ljudje so zgroženi in napadejo ljudi, ki so načrtovali zaroto proti Raju. Ta dogodek je izvor vojskovanja, smrti in nenehnega boja ljudi za zaščito maata pred uničujočimi dejanji drugih ljudi.
V Knjigi o nebeški kravi se zdi, da rezultati uničenja človeštva označujejo konec neposredne vladavine bogov in linearnega časa mitov. Začetek Rajevega potovanja je začetek cikličnega časa sedanjosti. V drugih virih se linearni mitski čas nadaljuje tudi po tej spremembi. Egipčanska poročila navajajo zaporedje božanskih vladarjev, ki so prevzeli mesto boga sonca kot kralja na zemlji. Vsak je vladal več tisoč let. Čeprav se poročila razlikujejo v tem, kateri bogovi so kraljevali in v kakšnem vrstnem redu, je pogosto omenjeno nasledstvo od Ra-Atuma do njegovih potomcev Šuja in Geba, potem pa oblast preide na moškega vsaki generaciji eneade. Šu in Geb se soočata z upori, podobnimi tistim v vladavini boga sonca, največ pozornosti v egipčanskih virih pa je deležen upor med vladavino Gebovega naslednika Ozirisa.

### Ozirisov mit
Zbirka pripovedi o Ozirisovi smrti in nasledstvu je najbolj dodelana od vseh egipčanskih mitov in je imela največji vpliv v egipčanski kulturi. V prvi fazi mita je Oziris, povezan tako s plodnostjo kot s kraljestvom, ubit, njegov položaj pa uzurpira njegov brat Set. V nekaterih različicah mita je Oziris razrezan, kosi njegovega trupla pa raztreseni po Egiptu. Ozirisova sestra in žena Izida najde moževo telo in ga sestavi. Pri tem ji pomagajo pogrebna božanstva, kot sta Neftis in Anubis, proces Ozirisove obnove pa se odraža v egipčanskem običaju balzamiranja in pokopa. Izida nato na kratko oživi Ozirisa, da bi z njim spočela dediča, boga Hora.
Druga faza mita opisuje Horovo rojstvo in otroštvo. Izida rodi in vzgaja sina na samotnih krajih, skritih pred Setovo grožnjo. Pripovedi v tej fazi mita opisujejo Izidina prizadevanja, da zaščiti svojega sina pred Setom in drugimi sovražnimi bitji ali ga obvaruje pred boleznijo ali poškodbo. V teh pripovedih je Izida utelešenje materinske predanosti in močna izvajalka zdravilske magije.
V tretji fazi zgodb Hor tekmuje s Setom za kraljevski položaj. Njihov boj opisuje veliko različnih pripovedi, od nasilnih spopadov do pravne sodbe zbranih bogov. V eni od pomembnih epizod Set iztrga eno ali obe Horovi očesi. Eno oko je kasneje obnovljeno s pomočjo Tota in Hator. Horovo oko je zato v egipčanski ikonografiji pomemben simbol življenja in dobrega počutja. Ker je Hor bog neba, se eno njegovo oko enači s soncem, drugo pa z luno. Uničenje in obnova samo enega očesa pojasnjuje, zakaj je luna manj svetla od sonca.
Besedila vsebujejo dva različna izida božanskega tekmovanja: v prvem je Egipt razdeljen med oba zahtevnika, v drugem pa Hor postane edini vladar. V slednji različici Hor kot zakoniti Ozirisov dedeč simbolizira ponovno vzpostavitev maata po nepravičnem vladavini boga Seta. V vzpostavljenem redu lahko Hor opravi pogrebne obrede za svojega očeta, ki so njegova dolžnost kot sina in dediča. Po teh obredih dobi Oziris novo življenje v Duatu in postane njegov vladar. Razmerje med Ozirisom kot kraljem mrtvih in Horom kot kraljem živih pomeni odnos med vsakim kraljem in njegovimi umrlimi predhodniki. Oziris predstavlja obnovo življenja. Na zemlji mu pripisujejo letno rast pridelkov, v Duatu pa sodeluje pri ponovnem rojstvu sonca in umrlih človeških duš.
Čeprav Hor do neke mere predstavlja katerega koli živega faraona, ne pomeni konca rodu vladajočih bogov. Najprej ga nasledijo bogovi, nato pa duhovi, ki predstavljajo nejasne spomine na egipčanske preddinastične vladarje ter Pejevo in Nehenovo dušo. Slednji popolnoma mitske vladarje povezujeta s prvo rodbino egipčanskih zgodovinskih kraljev.

### Rojstvo kraljevega otroka
Več različnih egipčanskih besedil obravnava rojstvo božjega očeta, ki je dedič kraljeve oblasti. Zdi se, da najzgodnejša različica zgodbe ni mit, ampak zabavna ljudska pripoved. Na Westcarjevem papirusu iz Srednjega kraljestva je zgodba o rojstvu prvih treh kraljev egipčanske Pete dinastije. V tej zgodbi so ti trije kralji potomci Raja in človeške ženske. Ista tema se pojavlja v povsem verskem kontekstu v Novem kraljestvu: Hačepsut, Amenhotep III. in Ramzes II. na tempeljskih reliefih upodobljajo svoje spočetje in rojstvo, v katerem je oče bog Amun, mati pa zgodovinska kraljica. Navedba, da je kralj eden od bogov in da ga je namenoma ustvaril najpomembnejši bog tistega obdobja, daje zgodbi mitsko ozadje kraljevega kronanja, ki se pojavlja v zgodbi o rojstvu. Božanska povezava legitimira kraljevo vladavino in utemeljuje njegovo vlogo posrednika med bogovi in ljudmi.
Podobni prizori se pojavljajo v številnih templjih iz Novega kraljestva, vendar so v te prikaze vključujeni samo bogovi. V tem obdobju je bila večina templjev posvečenih mitski družini božanstev, običajno očetu, materi in sinu. Vsi božji otroci so dediči prestola, ki bo vzpostavil stabilnost kraljestva. Premik težišča s človeškega kralja na z njim povezane bogove, se odraža v upadanju statusa faraonov v poznih fazah egipčanske zgodovine.

### Potovanje sonca
Rajevo gibanje preko neba in skozi Duat v egipčanskih virih ni opisano v eni sami pripovedi. V pogrebnih besedilih, kot so Amduat, Knjiga vrat in Knjiga votlin, je nočno potovanje sonca opisano v nizu vinjet. To potovanje je ključno za Rajevo naravo in preživetje vsega življenja.
Med potovanjem po nebu Ra prinaša na zemljo svetlobo in preživlja vsa bitja. Vrhunec svoje moči doseže opoldne, nato pa se med potovanjem proti zahodu stara in oslabi. Zvečer Ra prevzame obliko Atuma, boga stvarnika, najstarejšega od vseh stvari na svetu. Po zgodnjih egipčanskih besedilih na koncu dneva izpljune vsa druga božanstva, ki jih je požrl ob sončnem vzhodu. Izplunjena božanstva predstavljajo zvezde, zgodba pa pojasnjuje, zakaj so zvezde ponoči vidne, podnevi pa jih navidezno ni.
Ob sončnem zahodu Ra preide preko akheta, zahodnega obzorja. Obzorje je včasih opisano kot vrata ali vrata, ki vodijo v Duat. Po drugih različicah naj bi boga sonca pogoltnila boginja neba Nut, tako da se njegovo potovanje skozi Duat enači s potovanjem po njenem telesu. V nagrobnih besedilih so Duat in božanstva v njem prikazani v dodelanih, podrobnih in zelo različnih podobah. Te podobe simbolizirajo osupljivo in skrivnostno naravo Duata, kjer se tako bogovi kot mrtvi obnavljajo s stikom s prvinskimi močmi stvarstva. Čeprav se egipčanska besedila tega izrecno izogibajo, se Rajev vstop v Duat obravnava kot njegova smrt.
Nekatere teme se v upodobitvah potovanja večkrat pojavljajo. Ra na svoji poti premaga številne ovire, kar simbolizira njegovo prizadevanje za vzdrževanje maata. Njegov največji nasprotnik je kačji bog Apep, ki predstavlja destruktivni vidik nereda in grozi, da bo uničil boga sonca in stvarstvo pahnil v kaos. V mnogih besedilih Ra premaguje te ovire s pomočjo drugih božanstev, ki potujejo z njim; božanstva predstavljajo različne moči, potrebne za ohranitev Rajeve avtoritete. Ra v svojem prihodu v Duat prinese luč in oživi blažene mrtve, ki tam prebivajo. V nasprotju z njimi so njegovi sovražniki, ljudje, ki so spodkopavali maat, mučeni in vrženi v temne jame ali ognjena jezera.
Ključni dogodek na potovanju je srečanje Raja in Ozirisa. V Novem kraljestvu se je ta dogodek razvil v kompleksen simbol egipčanskega pojmovanja življenja in časa. Oziris, potisnjen v Duat, je kot mumificirano telo v svoji grobnici. Ra je kot ba ali duša pokojnika, ki lahko potuje podnevi, vendar se mora vsako noč vrniti v svoje telo. Ko se Ra in Oziris srečata, se zlijeta v eno bitje. Njuno združevanje odraža egipčansko vizijo časa kot nenehnega ponavljajočega se vzorca, pri čemer je en član (Oziris) vedno statičen, drugi (Ra) pa živi v stalnem ciklu. Ko se združi z Ozirisovo regenerativno močjo, Ra nadaljuje svojo pot z obnovljeno vitalnostjo. Ta prenova omogoča Rajev vznik ob zori, ki je viden kot ponovno rojstvo sonca – izraženo z metaforo, v kateri Nut rodi Raja, potem ko ga je pogoltnila – in ponovitev prvega sončnega vzhoda v trenutku stvarjenja. V tem trenutku bog vzhajajočega sonca ponovno pogoltne zvezde in absorbira njihovo moč. V tem revitaliziranem stanju je Ra upodobljen kot otrok ali kot bog skarabej Hepri, ki v egipčanski ikonografiji predstavljata preporod.

### Konec sveta
Egipčanska besedila običajno obravnavajo konec sveta kot možnost, ki se ji je treba izogniti, in je zato pogosto ne opisujejo podrobno. Številna besedila kljub temu namigujejo, da je svetu po neštetih ciklih obnove usojen konec. Ta konec je opisan v odlomku v sarkofaških besedilih in bolj eksplicitno v Knjigi mrtvih, v kateri Atum pravi, da bo nekega dne raztopil urejen svet in ga vrnil v njegovo prvotno inertno stanje v vodah kaosa. Vse, razen stvarnika in Ozirisa, ki bo preživel skupaj z njim, bo prenehalo obstajati. Podrobnosti o tej eshatološki možnosti ostajajo nejasne, vključno z usodo mrtvih, ki so povezani z Ozirisom. Z bogom stvarnikom in bogom obnove skupaj v vodah, ki so povzročile urejen svet, obstaja možnost, da se na enak način kot staro pojavi novo stvarstvo.

## Vpliv mitov na egipčansko kulturo

### Religija
Ker so Egipčani le redko eksplicitno opisovali svoje teološke ideje, so implicitne ideje njihove mitologije oblikovale velik del osnovne egipčanske religije. Namen egipčanske religije je bil vzdrževanje maata, koncepti, ki so jih izražali miti, pa so bili bistveni za maat. Egipčanski verski obredi so bili namenjeni temu, da bi mitske dogodke in koncepte, ki so jih predstavljali, ponovno uresničili in s tem obnovili maat. Verjeli so, da obredi to dosežejo s silo heka, ki je povezovala fizično in božansko kraljestvo in omogočila prvotno stvaritev.
Egipčani so zato v svoje obrede pogosto vključevali dejanja, ki so simbolizirala mitske dogodke. Tempeljski obredi so vključevali uničevanje kipcev, ki so predstavljali zlobne bogove, kot sta bila Set ali Apep, in zasebne magične uroke, ki so pozivali Izido, da ozdravi bolne, kot je ozdravila Hora, in pogrebne obrede, kot je slovesnost odpiranja ust in obred daritve mrtvim. ki sta priklicala mit o Ozirisovem vstajenju. Obredi so redko, če sploh kdaj, vključevali dramske uprizoritve mitov. Obstajajo skrajni primeri, kot je slovesnost, ki aludira na mit o Ozirisu, v katerem sta dve ženski prevzeli vlogi Izide in Neftis. Znanstveniki se razhajajo glede tega, ali so te predstave tvorile zaporedje dogodkov. Velik del egipčanskih obredov je bil osredotočen na bolj osnovne dejavnosti, kot je darovanje bogovom. Mitske teme do služile kot ideološko ozadje in ne kot središče obreda. Mit in obred sta kljub temu močno vplivala drug na drugega. Miti bi lahko navdihnili obrede, kot je slovesnost z Izido in Neftis. Obrede, ki prvotno niso imeli mitskega pomena, bi lahko reinterpretirali tako, da so ga imeli. Obrede darovanja, pri katerih so hrano in druge predmete darovali bogovom ali mrtvim, so enačili s Horovim očesom.
Kraljevanje je bilo ključni element egipčanske religije, saj je imel faraon vlogo veznega člena med človeštvom in bogovi. Ozadje povezave med vladarjem in bogom so pojasnjevali miti. Miti o Eneadi so postavili kralja za dediča rodbine vladarjev, ki je segala do stvarnika, saj mit o božanskem rojstvu pravi, da je kralj božji sin in dedič. Miti o Ozirisu in Horu poudarjajo, da je zakonito nasledstvo prestola bistveno za ohranjanje maata. Mitologija je torej zagotovila zakonitost egipčanske oblasti.

### Umetnost
V zapisih v grobnicah, templjih in pogrebnih besedilih se v obilju pojavljajo tudi ilustracije bogov in mitskih dogodkov. Mitološki prizori v egipčanskih umetniških delih so redko postavljeni v enakem zaporedju kot v pripovedi. V umetniških delih z versko vsebino so včasih upodobljeni posamezni prizori, zlasti prikazi Ozirisovega vstajenja.
Namigovanja na mite so bila v egipčanski umetnosti in arhitekturi zelo razširjena. Smer osrednje poti do tempelja je bila zasnovana skladno s potjo sonca po nebu, svetišče na koncu poti pa je predstavljalo kraj stvaritve, iz katerega se je dvignil. V tempeljskem okrasju je bilo veliko sončnihi emblemov, ki so poudarili to razmerje. Podobno so bili hodniki grobnic povezani z božjim potovanjem skozi Duat, pogrebna soba pa z Ozirisovim grobom. Piramido, najbolj znano egipčansko arhitekturno obliko, je morda navdihnila mitska simbolika. Predstavljala je gomilo stvarstva in prvega sončnega vzhoda in bila zato primerna za kraj, ki naj bi lastniku po smrti zagotovil ponovno rojstvo. Simboli v egipčanskem izročilu so pogosto doživeli nove razlage, zato so se njihovi pomeni sčasoma spreminjali in množili kot miti sami.
Bolj preprosta umetniška dela so bila zasnovana tudi za priklic mitskih vsebin. Amulete so Egipčani pogosto nosili, da bi priklicali božanske moči. Zaščitni amuleti so imeli zelo pogosto obliko Horovega očesa, ker je predstavljalo Horovo dobro počutje po obnovi izgubljenega očesa. Amuleti v obliki skarabeja so simbolizirali regeneracijo življenja in se nanašali na boga Heprija, obliko, ki naj bi jo bog sonca prevzel ob zori.

### Književnost
Téme in motivi iz mitologije se pogosto pojavljajo v egipčanski literaturi, tudi v posvetni. Zgodnje poučno besedilo »Nauki za kralja Merikarja« iz Srednjega kraljestva vsebuje kratko sklicevanje na nekakšen mit, morda uničenje človeštva. Najstarejša znana egipčanska kratka »Zgodba o brodolomcu«, vključuje ideje o bogovih in morebitnem razpadu sveta v zgodbo, ki je postavljena v preteklost. Nekatere kasnejše zgodbe v zaplete vključujejo ideje iz mitskih dogodkov. »Zgodba o dveh bratih« prireja dele mita o Ozirisu v fantastično zgodbo o običajnih ljudeh, »Zaslepitev resnice z lažjo« pa spremeni konflikt med Horom in Setom v alegorijo.
Odlomek besedila o Horovih in Setovih dejanjih sega v Srednje kraljestvo, kar kaže, da so se v tistem obdobju že pojavile zgodbe o bogovih. Iz Novega kraljestva je znanih več tovrstnih besedil, veliko več pa jih je bilo napisanih v poznem in grško-rimskem obdobju. Čeprav ta besedila bolj jasno izhajajo iz mitov kot starejša, mite za nereligiozne namene še vedno prilagajajo. Besedilo »Nasprotovanja Hora in Seta« iz Novega kraljestva pripoveduje zgodbo o konfliktu med omenjenima bogovoma, pogosto s humornim in na videz nespoštljivim tonom. »Mit o Sončevem očesu« iz rimskega obdobja vključuje basni v okvirno zgodbo, vzeto iz mita. Na besedila bi lahko vplivale tudi pripovedi v magičnih besedilih, kot na primer v zgodbi »Izida, bogataški sin in ribičeva žena« iz Novega kraljestva, ki prenaša moralno sporočilo, nepovezano z njenim magičnim namenom. Raznolikost načinov, kako te zgodbe obravnavajo mitologijo, dokazuje širok spekter namenov, ki bi jim mit lahko služil v egipčanski kulturi.

## Opombi
1. ↑  Hor in Set, upodobljena skupaj, pogosto predstavljata združitev Gornjega in Spodnjega Egipta, čeprav bi omenjeni regiji lahko predstavljal kateri koli bog. Oba sta bila pokrovitelja mest v obeh polovicah države. Konflikt med božanstvoma bi lahko namigoval na domnevni konflikt pred združitvijo Egiptov na začetku egipčanske zgodovine, ali pa je vezan na očiten konflikt med častilci Hora  in Seta ob koncu Druge dinastije.[13]
2. ↑  Hora starejšega se pogosto ločuje od Hora, sina boginje Izide.[76]

### Citirani viri
- Allen, James P. (1988). Genesis in Egypt: The Philosophy of Ancient Egyptian Creation Accounts. Yale Egyptological Seminar. ISBN 0-912532-14-9.
- Allen, James P. (2003). »The Egyptian Concept of the World«.  V O'Connor, David; Quirke, Stephen (ur.). Mysterious Lands. UCL Press. str. 23–30. ISBN 1-84472-004-7.
- Andrews, Carol A. R. (2001). »Amulets«.  V Redford, Donald B. (ur.). The Oxford Encyclopedia of Ancient Egypt. Zv. 1. Oxford University Press. str. 75–82. ISBN 978-0-19-510234-5.
- Anthes, Rudolf (1961). »Mythology in Ancient Egypt«.  V Kramer, Samuel Noah (ur.). Mythologies of the Ancient World. Anchor Books. str. 16–92.
- Assmann, Jan (2001) [German edition 1984]. The Search for God in Ancient Egypt. Translated by David Lorton. Cornell University Press. ISBN 0-8014-3786-5.
- Baines, John (april 1991). »Egyptian Myth and Discourse: Myth, Gods, and the Early Written and Iconographic Record«. Journal of Near Eastern Studies. 50 (2): 81–105. doi:10.1086/373483. JSTOR 545669.{{navedi časopis}}:  Vzdrževanje CS1: samodejni prevod datuma (povezava)
- Baines, John (1996). »Myth and Literature«.  V Loprieno, Antonio (ur.). Ancient Egyptian Literature: History and Forms. Cornell University Press. str. 361–377. ISBN 90-04-09925-5.
- Bickel, Susanne (2004). »Myth and Sacred Narratives: Egypt«.  V Johnston, Sarah Iles (ur.). Religions of the Ancient World: A Guide. The Belknap Press of Harvard University Press. str. 578–580. ISBN 0-674-01517-7.
- Conman, Joanne (2003). »It's About Time: Ancient Egyptian Cosmology«. Studien zur Altagyptischen Kultur. 31.
- David, Rosalie (2002). Religion and Magic in Ancient Egypt. Penguin. ISBN 0-14-026252-0.
- Dunand, Françoise; Zivie-Coche, Christiane (2004) [French edition 1991]. Gods and Men in Egypt: 3000 BCE to 395 CE. Translated by David Lorton. Cornell University Press. ISBN 0-8014-8853-2.
- Feucht, Erika (2001). »Birth«.  V Redford, Donald B. (ur.). The Oxford Encyclopedia of Ancient Egypt. Zv. 1. Oxford University Press. str. 192–193. ISBN 978-0-19-510234-5.
- Frankfurter, David (1995). »Narrating Power: The Theory and Practice of the Magical Historiola in Ritual Spells«.  V Meyer, Marvin; Mirecki, Paul (ur.). Ancient Magic and Ritual Power. E. J. Brill. str. 457–476. ISBN 0-8014-2550-6.
- Griffiths, J. Gwyn (2001). »Isis«.  V Redford, Donald B. (ur.). The Oxford Encyclopedia of Ancient Egypt. Zv. 2. Oxford University Press. str. 188–191. ISBN 978-0-19-510234-5.
- Hart, George (1990). Egyptian Myths. University of Texas Press. ISBN 0-292-72076-9.
- Hornung, Erik (1982) [German edition 1971]. Conceptions of God in Egypt: The One and the Many. Translated by John Baines. Cornell University Press. ISBN 0-8014-1223-4.
- Hornung, Erik (1992). Idea into Image: Essays on Ancient Egyptian Thought. Translated by Elizabeth Bredeck. Timken. ISBN 0-943221-11-0.
- Kaper, Olaf E. (2001). »Myths: Lunar Cycle«.  V Redford, Donald B. (ur.). The Oxford Encyclopedia of Ancient Egypt. Zv. 2. Oxford University Press. str. 480–482. ISBN 978-0-19-510234-5.
- Lesko, Leonard H. (1991). »Ancient Egyptian Cosmogonies and Cosmology«.  V Shafer, Byron E. (ur.). Religion in Ancient Egypt: Gods, Myths, and Personal Practice. Cornell University Press. str. 89–122. ISBN 0-8014-2550-6.
- Lurker, Manfred (1980) [German edition 1972]. An Illustrated Dictionary of the Gods and Symbols of Ancient Egypt. Translated by Barbara Cummings. Thames & Hudson. ISBN 0-500-27253-0.
- Meeks, Dimitri; Favard-Meeks, Christine (1996) [French edition 1993]. Daily Life of the Egyptian Gods. Translated by G. M. Goshgarian. Cornell University Press. ISBN 0-8014-8248-8.
- Meltzer, Edmund S. (2001). »Horus«.  V Redford, Donald B. (ur.). The Oxford Encyclopedia of Ancient Egypt. Zv. 2. Oxford University Press. str. 119–122. ISBN 978-0-19-510234-5.
- Morenz, Siegfried (1973) [German edition 1960]. Egyptian Religion. Translated by Ann E. Keep. Methuen. ISBN 0-8014-8029-9.
- O'Connor, David (2003). »Egypt's View of 'Others'«.  V Tait, John (ur.). 'Never Had the Like Occurred': Egypt's View of Its Past. UCL Press. str. 155–185. ISBN 978-1-84472-007-1.
- O'Rourke, Paul F. (2001). »Drama«.  V Redford, Donald B. (ur.). The Oxford Encyclopedia of Ancient Egypt. Zv. 1. Oxford University Press. str. 407–410. ISBN 978-0-19-510234-5.
- Pinch, Geraldine (2002). Egyptian Mythology: A Guide to the Gods, Goddesses, and Traditions of Ancient Egypt. Oxford University Press. ISBN 0-19-517024-5.
- Quirke, Stephen (2001). The Cult of Ra: Sun Worship in Ancient Egypt. Thames and Hudson. ISBN 0-500-05107-0.
- Ritner, Robert Kriech (1993). The Mechanics of Ancient Egyptian Magical Practice. The Oriental Institute of the University of Chicago. ISBN 0-918986-75-3.
- Roth, Ann Macy (2001). »Opening of the Mouth«.  V Redford, Donald B. (ur.). The Oxford Encyclopedia of Ancient Egypt. Zv. 2. Oxford University Press. str. 605–609. ISBN 978-0-19-510234-5.
- te Velde, Herman (2001). »Seth«.  V Redford, Donald B. (ur.). The Oxford Encyclopedia of Ancient Egypt. Zv. 3. Oxford University Press. str. 269–271. ISBN 978-0-19-510234-5.
- Tobin, Vincent Arieh (1989). Theological Principles of Egyptian Religion. P. Lang. ISBN 0-8204-1082-9.
- Tobin, Vincent Arieh (2001). »Myths: An Overview«.  V Redford, Donald B. (ur.). The Oxford Encyclopedia of Ancient Egypt. Zv. 2. Oxford University Press. str. 464–469. ISBN 978-0-19-510234-5.
- Traunecker, Claude (2001) [French edition 1992]. The Gods of Egypt. Translated by David Lorton. Cornell University Press. ISBN 0-8014-3834-9.
- Uphill, E. P. (2003). »The Ancient Egyptian View of World History«.  V Tait, John (ur.). 'Never Had the Like Occurred': Egypt's View of Its Past. UCL Press. str. 15–29. ISBN 978-1-84472-007-1.
- Vischak, Deborah (2001). »Hathor«.  V Redford, Donald B. (ur.). The Oxford Encyclopedia of Ancient Egypt. Zv. 2. Oxford University Press. str. 82–85. ISBN 978-0-19-510234-5.
- Wilkinson, Richard H. (1993). Symbol and Magic in Egyptian Art. Thames & Hudson. ISBN 0-500-23663-1.

### Drugi viri
- Armour, Robert A (2001) [1986]. Gods and Myths of Ancient Egypt. The American University in Cairo Press. ISBN 977-424-669-1.
- Ions, Veronica (1982) [1968]. Egyptian Mythology. Peter Bedrick Books. ISBN 0-911745-07-6.
- James, T. G. H (1971). Myths and Legends of Ancient Egypt. Grosset & Dunlap. ISBN 0-448-00866-1.
- Shaw, Garry J. (2014). The Egyptian Myths: A Guide to the Ancient Gods and Legends. Thames & Hudson. ISBN 978-0-500-25198-0.
- Sternberg, Heike (1985). Mythische Motive and Mythenbildung in den agyptischen Tempeln und Papyri der Griechisch-Romischen Zeit (v nemščini). Harrassowitz. ISBN 3-447-02497-6.
- Tyldesley, Joyce (2010). Myths and Legends of Ancient Egypt. Allen Lanes. ISBN 978-1-84614-369-4.